# Corinth (Mississipi)
Corinth és una població dels Estats Units a l'estat de Mississipi. Segons el cens del 2000 tenia 14.054 habitants.

## Demografia
Segons el cens del 2000, Corinth tenia 14.054 habitants, 6.220 habitatges, i 3.800 famílies. La densitat de població era de 178,2 habitants per km².
Dels 6.220 habitatges en un 26% hi vivien nens de menys de 18 anys, en un 42,9% hi vivien parelles casades, en un 14,8% dones solteres, i en un 38,9% no eren unitats familiars. En el 35,6% dels habitatges hi vivien persones soles el 16% de les quals corresponia a persones de 65 anys o més que vivien soles. El nombre mitjà de persones vivint en cada habitatge era de 2,19 i el nombre mitjà de persones que vivien en cada família era de 2,82.
Per edats la població es repartia de la següent manera: un 21,8% tenia menys de 18 anys, un 9,3% entre 18 i 24, un 25,6% entre 25 i 44, un 23,7% de 45 a 60 i un 19,6% 65 anys o més.
L'edat mediana era de 40 anys. Per cada 100 dones de 18 o més anys hi havia 81 homes.
La renda mediana per habitatge era de 23.436 $ i la renda mediana per família de 35.232 $. Els homes tenien una renda mediana de 29.027 $ mentre que les dones 21.071 $. La renda per capita de la població era de 15.452 $. Entorn del 18,2% de les famílies i el 22,2% de la població estaven per davall del llindar de pobresa.

## Poblacions més properes
El següent diagrama mostra les poblacions més properes.